# Малшовічка Арена
Малшовіцька Арена — футбольний стадіон у місті Градец-Кралове в районі Малшовіце. Арена розташована на місці колишнього стадіону Вшеспортовний, який протягом декількох років не відповідав стандартам першої ліги, і тому після повернення футболістів Градец-Кралове до вищого дивізіону в сезоні 2020/2021 його довелося замінити на сучасну арену. Окрім ФК «Градец Кралове», його також можуть використовувати для футболу різні чеські національні команди, оскільки будівля відповідає 4 категорій УЄФА.
11 листопада 2024 року «Малшовіцька Арена» була визнана будівлею 2024 року. Власником стадіону, а також інвестором будівництва є місто Градец-Кралове, але фінансування також було надано Градецьким краєм.

## До та під час будівництва
Підписання контракту на будівництво арени між містом Градец-Кралове та асоціацією постачальників Strabag, Geosan Group і D&D Elektromont відбулося 14 квітня 2021 року, стадіон мали побудувати за два роки. Керівником будівництва виступила компанія «Аркадіс». Восени 2021 року старий «Вшеспортовний» стадіон знесли, залишивши лише частину східної трибуни (яку згодом зрівняли з землею) та освітлення у формі «льодяників». 22 лютого 2022 року після символічного закладення першого каменю розпочалося фактичне будівництво нової арени методом Design&Build. У процесі будівництва через численні затримки та непередбачувані події, такі як ціни на енергоносії, матеріали, їх збої та затримки поставок, спричинені також російським вторгненням в Україну, вартість будівництва зросла в кілька разів, досягнувши кінцевої ціни 763 мільйони чеських крон. Дата завершення будівництва також двічі переносилася, спочатку на кінець червня, а потім на липень 2023 року. Своєчасне затвердження будівлі також було під загрозою, але врешті-решт Управління будівництва видало його перед першим домашнім матчем «Вотроці» у сезоні 2023/2024, який було дозволено зіграти тут, і завдяки якому футболістам з Градця-Кралове не довелося грати домашні матчі в Пльзені. Однак вищезазначене погодження було видано лише на футбольну частину. Наприкінці вересня 2023 року було затверджено весь об'єкт, за винятком спорт-бару, який був затверджений і відкритий у лютому 2024 року.

## Опис стадіону
Початкова місткість арени мала становити 8000 вболівальників, але згодом була збільшена до 9300. Стадіон має чотири трибуни (північну, південну, східну і західну), які з'єднані між собою по кутах і всі покриті дахом. Таким чином, вони утворюють замкнуте кільце, а завдяки їхній близькості до газону з підігрівом і нахилу можна відчути чудову футбольну атмосферу. На даху північної та південної трибун встановлені світлові табло, на півночі знаходиться сектор господарів, а на південному сході в секторі Q — місця для вболівальників суперника. На західній трибуні розташовані приміщення для гравців господарів та гостей, тренерів, керівництва команди, журналістів, арбітрів, VIP-зону місткістю 500 місць, яка є найбільшою у всій Чехії, 16 скайбоксів для партнерів команди, фан-шоп, з'єднаний із залом слави, спортивний бар для вболівальників і редакція газети «Salonky HK». Ця трибуна включає місця для партнерів, журналістів, сектор для сімей з дітьми та зони для людей на інвалідних візках, розташовані ближче до газону. Важливим історичним елементом цього стадіону є чотири освітлювальні мачти, які зовні нагадують «льодяники». Це ті самі, що були на старому стадіоні «Вшеспортовний», але їх відреставрували та розмістили по кутах нової «трибуни». Висота кожного з них — 54,5 метра, вага — 45 тонн, діаметр «голови» льодяника — 10,5 метра, і на кожному з них встановлено по 22 світлодіодні лампи. Такі ж світлодіодні ліхтарі є і на даху трибун. Покриття арени спочатку мало бути непрозорим, білим і нагадувати шарф вболівальника, але в підсумку, через подорожчання матеріалів, було обрано прозорий свердлоподібний метал. Логотип клубу і напис «Stadion Hradec Králové» розміщені на західній трибуні.
Крім футбольних матчів, арена також має багатофункціональне призначення: тут можуть відбуватися концерти з аудиторією до 25 000 осіб, різні культурні та громадські заходи, для яких можна використовувати сім універсальних залів, навколо арени розташований овал довжиною 600 метрів для бігунів та роликових ковзанів, на східній трибуні на даху створено 107-метровий освітлений тунель з трьома доріжками, буфети та соціальні заклади, а також є шість кімнат для розміщення та чотири тренажерні спортзали.

## Офіційне відкриття арени
Попри технічні проблеми, 5 серпня 2023 року «Градець-Кралове» зіграли свій перший матч чемпіонату на стадіоні «Малшовіцька» при повному аншлагу, перемігши «Динамо» Чеське-Будейовіце з рахунком 5-1.
3 вересня 2023 року арена була офіційно відкрита. Під час одноденної програми вболівальники могли, наприклад, зазирнути всередину «трибун», там відбулися концерти Xindl X і Monkey Business, а перед матчем проти з «Сігми» (Оломоуц) відбулося хрещення макета арени, представлення нового гімну клубу, перерізання стрічки та, крім тодішнього мера Павліни Спрінгерової, на заході були присутні, серед інших, такі особи. Александр Грабалек, попередній мер, Томаш Виметалек, архітектор будівництва, Ріхард Юкл, генеральний директор FCHK, та Петр Фоусек, який на той час був головою футбольної асоціації Чехії (FAČR).
Жіноча збірна Чехії з футболу провела тут свій перший міжнародний матч, зігравши внічию 2-2 зі збірною Боснії та Герцеговини в Лізі націй за рекордної відвідуваності в 7 488 глядачів.

## Галерея

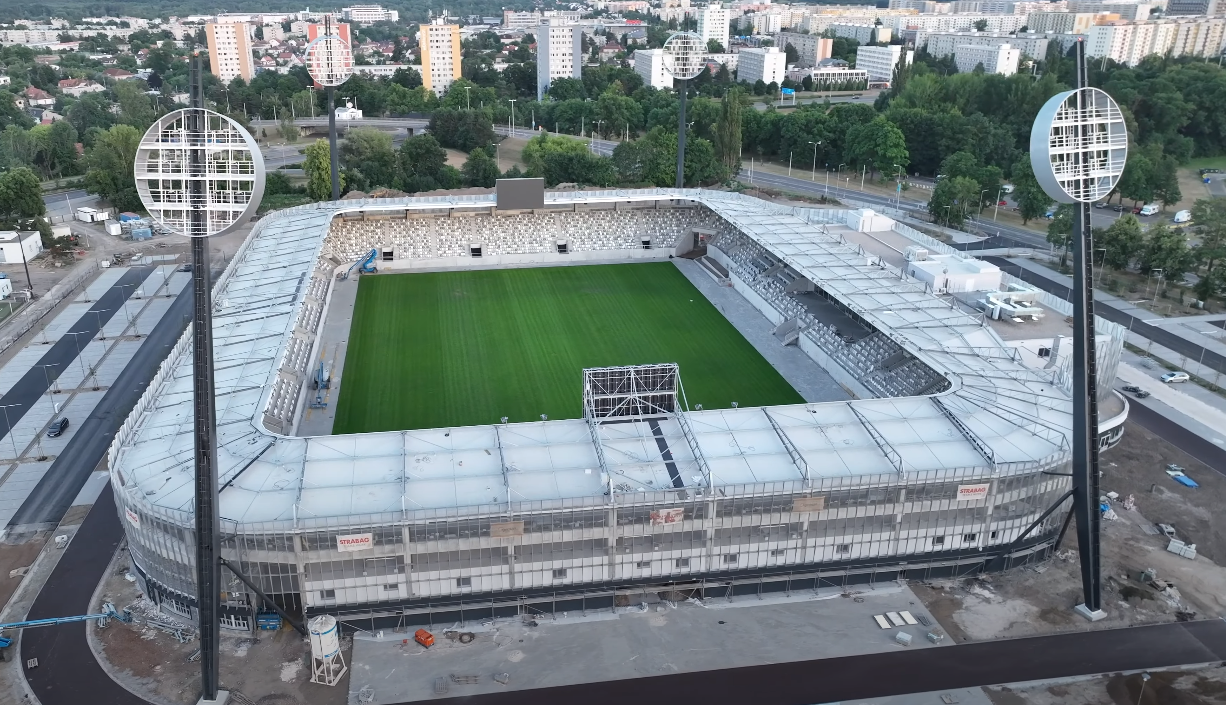
Малшовіцька Арена в стадії будівництва
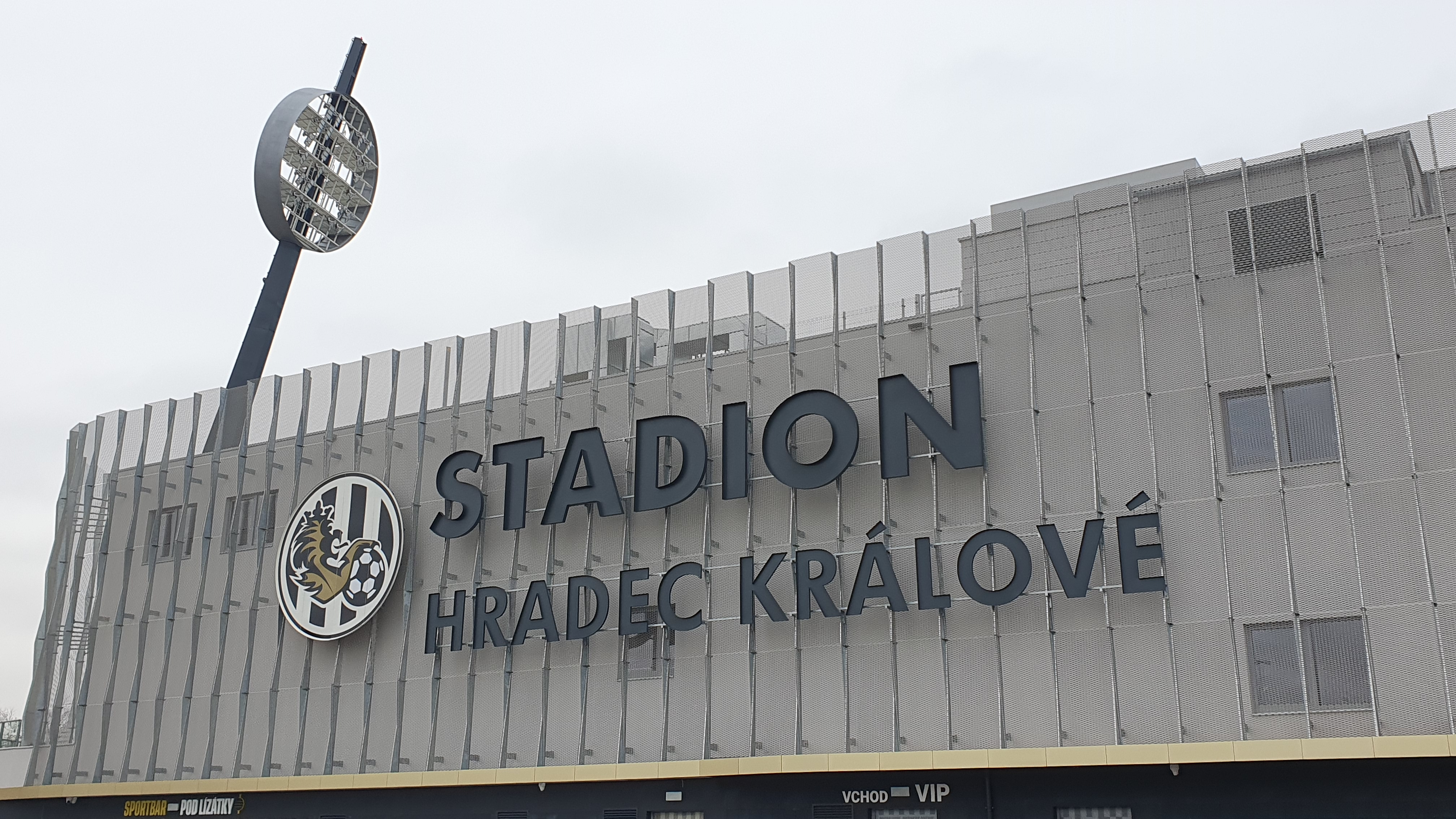
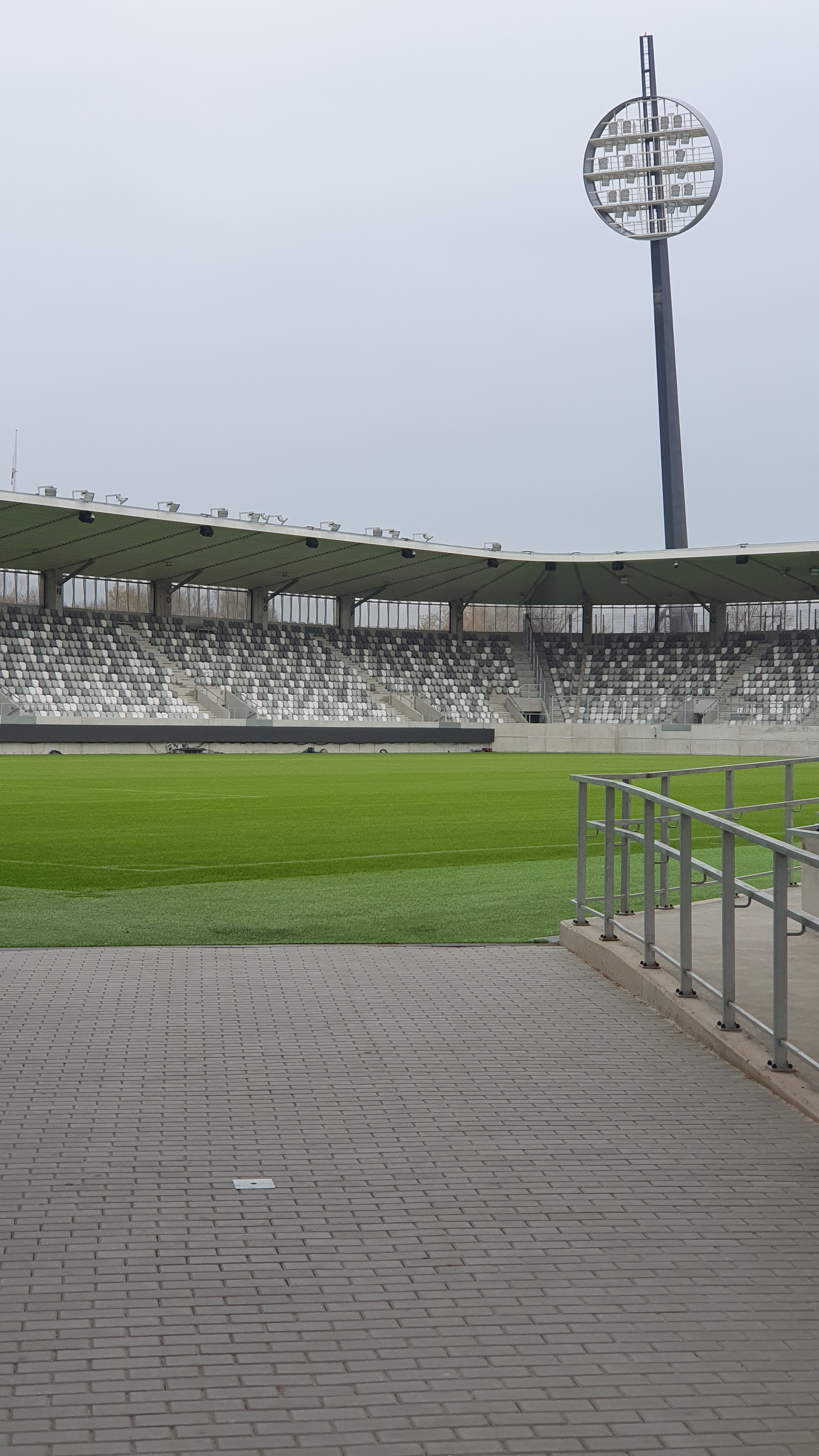
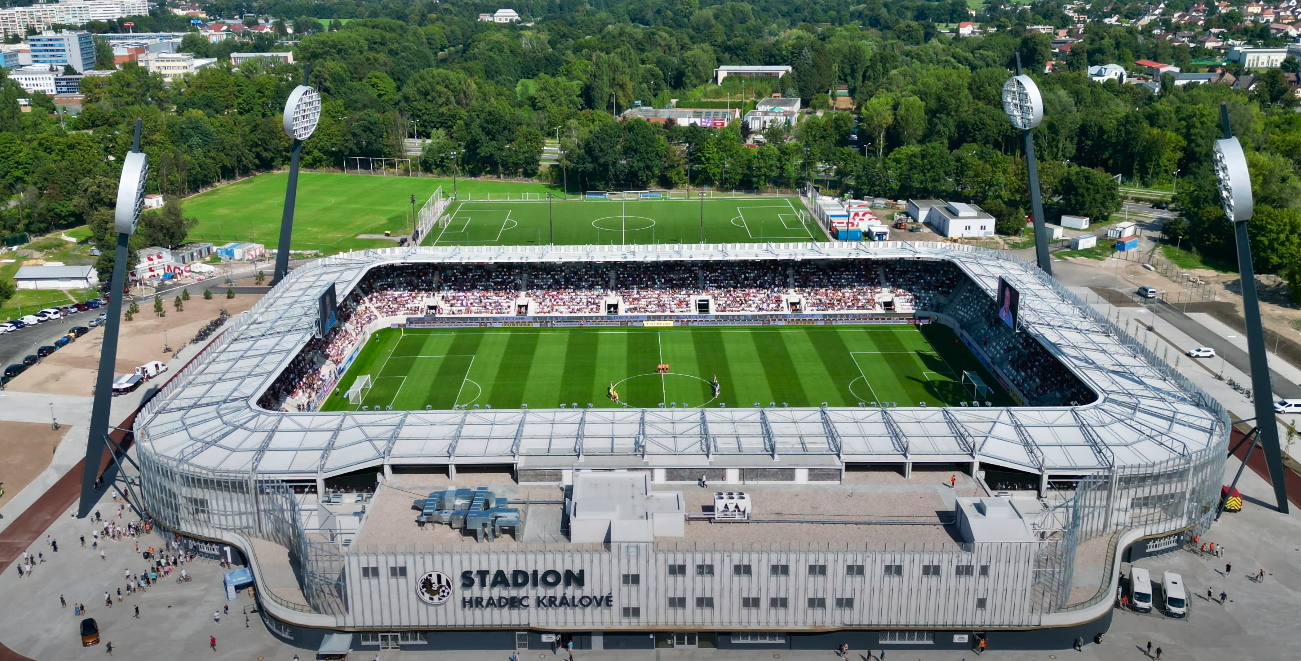
Матч на Малшовіцька Арені